# 費克爾 (印第安納州)
費克爾（英語：Fickle）是位於美國印第安納州克林頓縣的一個非建制地區。該地的面積和人口皆未知。

## 地理
費克爾的座標為40°15′40″N 86°40′30″W / 40.26111°N 86.67500°W，而該地的平均海拔高度為253米（即830英尺）。